# Campeonato Mundial de Esqui Estilo Livre de 2011 - Aerials masculino
A prova do aerials masculino do Campeonato Mundial de Esqui Estilo Livre de 2011 foi disputada no dia 4 de fevereiro em Wasatch Range nos Estados Unidos. Participaram 31 atletas de 11 países.

## Medalhistas
| Ouro                   | Prata            | Bronze              |
| Warren Shouldice (CAN) | Qi Guangpu (CHN) | Anton Kushnir (BLR) |

## Resultados

### Qualificação
31 atletas participaram do processo qualificatório. Os 12 melhores avançaram para a final.
| Pos. | Bib | Atleta                | Nacionalidade  | Salto 1 | Salto 2 | Total  | Notas |
| ---- | --- | --------------------- | -------------- | ------- | ------- | ------ | ----- |
| 1    | 1   | Qi Guangpu            | China          | 125.67  | 131.67  | 257.34 | Q     |
| 2    | 4   | Warren Shouldice      | Canadá         | 124.78  | 120.44  | 245.22 | Q     |
| 3    | 3   | Renato Ulrich         | Suíça          | 122.13  | 121.27  | 243.40 | Q     |
| 4    | 6   | Oleksandr Abramenko   | Ucrânia        | 117.26  | 115.64  | 232.90 | Q     |
| 5    | 5   | Anton Kushnir         | Bielorrússia   | 100.00  | 132.13  | 232.13 | Q     |
| 6    | 25  | Denis Osipau          | Bielorrússia   | 120.44  | 110.36  | 230.80 | Q     |
| 7    | 20  | Travis Gerrits        | Canadá         | 114.41  | 116.06  | 230.47 | Q     |
| 8    | 21  | Stanislav Kravchuk    | Ucrânia        | 123.23  | 102.28  | 225.51 | Q     |
| 9    | 14  | Enver Ablaev          | Ucrânia        | 111.68  | 109.75  | 221.43 | Q     |
| 10   | 9   | Maxim Gustik          | Bielorrússia   | 109.80  | 108.54  | 218.34 | Q     |
| 11   | 12  | Christian Haechler    | Suíça          | 106.86  | 108.94  | 215.80 | Q     |
| 12   | 33  | Nevin Brown           | Estados Unidos | 110.76  | 104.31  | 215.07 | Q     |
| 12   | 34  | Guillaume Lebert      | França         | 109.36  | 105.71  | 215.07 | Q     |
| 14   | 23  | Jean-Christophe Andre | Canadá         | 107.52  | 103.54  | 211.06 |       |
| 15   | 15  | David Morris          | Austrália      | 116.82  | 92.94   | 209.76 |       |
| 16   | 16  | Remi Belanger         | Canadá         | 111.98  | 92.05   | 204.03 |       |
| 17   | 32  | Ilya Burov            | Rússia         | 106.51  | 96.90   | 203.41 |       |
| 18   | 11  | Andreas Isoz          | Suíça          | 96.46   | 106.51  | 202.97 |       |
| 19   | 26  | Pavel Krotov          | Rússia         | 99.42   | 102.03  | 201.45 |       |
| 20   | 24  | Zhou Hang             | China          | 105.90  | 94.43   | 200.33 |       |
| 21   | 8   | Wu Chao               | China          | 82.52   | 116.51  | 199.03 |       |
| 22   | 7   | Ryan St. Onge         | Estados Unidos | 87.83   | 105.43  | 193.26 |       |
| 23   | 10  | Thomas Lambert        | Suíça          | 105.02  | 84.16   | 189.18 |       |
| 24   | 13  | Scotty Bahrke         | Estados Unidos | 80.53   | 108.60  | 189.13 |       |
| 25   | 30  | Petr Medulich         | Rússia         | 76.82   | 104.49  | 181.31 |       |
| 26   | 17  | Dylan Ferguson        | Estados Unidos | 81.19   | 99.32   | 180.51 |       |
| 27   | 22  | Li Ke                 | China          | 92.76   | 84.33   | 177.09 |       |
| 28   | 28  | Matthew DePeters      | Estados Unidos | 68.36   | 68.04   | 136.40 |       |
| 29   | 27  | Roman Dobransky       | Chéquia        | 60.63   | 65.97   | 126.60 |       |
| 30   | 29  | Clyde Getty           | Argentina      | 64.92   | 20.88   | 85.80  |       |
| 30   | 19  | Sergii Lysianskyi     | Ucrânia        |         |         | DNS    |       |

### Final
Os 12 atletas disputaram no dia 4 de fevereiro a final da prova.
| Pos.              | Bib | Atleta              | Nacionalidade  | Total  |
| ----------------- | --- | ------------------- | -------------- | ------ |
| Medalha de ouro   | 4   | Warren Shouldice    | Canadá         | 253.66 |
| Medalha de prata  | 1   | Qi Guangpu          | China          | 250.95 |
| Medalha de bronze | 5   | Anton Kushnir       | Bielorrússia   | 249.63 |
| 4                 | 3   | Renato Ulrich       | Suíça          | 244.34 |
| 5                 | 34  | Guillaume Lebert    | França         | 242.18 |
| 6                 | 25  | Denis Usipau        | Bielorrússia   | 240.80 |
| 7                 | 20  | Travis Gerrits      | Canadá         | 230.45 |
| 8                 | 6   | Oleksandr Abramenko | Ucrânia        | 227.12 |
| 9                 | 12  | Christian Haechler  | Suíça          | 226.90 |
| 10                | 21  | Stanislav Kravchuk  | Ucrânia        | 193.95 |
| 11                | 14  | Enver Ablaev        | Ucrânia        | 187.13 |
| 12                | 9   | Maxim Gustik        | Bielorrússia   | 178.10 |
| 13                | 33  | Nevin Brown         | Estados Unidos | 163.61 |

Legenda
| Recorde mundial       | Recorde mundial (World record)               |                       | Recorde africano                      | Recorde africano (African) |                                           | Q | Classificado por posição (Qualified) |
| Recorde do campeonato | Recorde do campeonato (Championship record)  | Recorde da América    | Recorde da América (Americas)         | q                          | Classificado por melhor tempo (Qualified) |   |                                      |
| Melhor marca do ano   | Melhor marca do ano (World leading)          | Recorde asiático      | Recorde asiático (Asian)              | DNS                        | Não largou (Did not start)                |   |                                      |
| Recorde nacional      | Recorde nacional (National record)           | Recorde europeu       | Recorde europeu (European)            | DNF                        | Não terminou (Did not finish)             |   |                                      |
| Recorde pessoal       | Recorde pessoal do atleta (Personal best)    | Recorde da Oceania    | Recorde da Oceania (Oceania)          | DSQ / DQ                   | Desclassificado (Disqualified)            |   |                                      |
| Recorde da temporada  | Recorde da temporada do atleta (Season best) | Recorde sul-americano | Recorde sul-americano (South America) | NM                         | Sem marca (No mark)                       |   |                                      |